# Piper cowanii
Piper cowanii là một loài thực vật có hoa trong họ Hồ tiêu. Loài này được (Yunck.) Yunck. miêu tả khoa học đầu tiên năm 1962.